# Parigi-Roubaix 2013
La Parigi-Roubaix 2013, centoundicesima edizione della corsa e valevole come decima prova dell'UCI World Tour 2013, si è svolta il 7 aprile 2013 lungo un percorso di 254,5 km, da Compiègne a Roubaix, comprendente 27 tratti di pavé. La gara è stata vinta dallo svizzero Fabian Cancellara, che ha concluso la corsa in 5h46'13".

## Percorso
Il percorso dell'edizione 2013 è lungo 254,5 km e prevede la partenza a Compiègne e l'arrivo a Roubaix. Sul percorso, interamente pianeggiante, si incontrano 52,6 km di pavé, suddivisi nei 27 cosiddetti settori, ciascuno caratterizzato da differente lunghezza e difficoltà (cinque stelle per i tratti più difficoltosi). La novità di questa centoundicesima edizione sarà il ritorno, dopo cinque anni di assenza, del Pont Gibus. Si tratta di un settore di pavé molto insidioso lungo 1600 metri, che collega i comuni di Wallers ed Hélesmes, e che era stato cancellato dal 2008 a causa delle cattive condizioni dei ciottoli, deteriorati in quasi tutta la sua lunghezza.
Settori in pavé
| Settore Numero | Nome                                      | Chilometro | Lunghezza (m) | Categoria         |
| -------------- | ----------------------------------------- | ---------- | ------------- | ----------------- |
| 27             | Troisvilles > Inchy                       | 98,5       | 2200          | * · * · *         |
| 26             | Viesly > Quiévy                           | 105        | 1800          | * · * · *         |
| 25             | Quiévy > Saint-Python                     | 107,5      | 3700          | * · * · * · *     |
| 24             | Saint-Python                              | 112,5      | 1500          | * · *             |
| 23             | Vertain > Saint-Martin-sur-Écaillon       | 120        | 2300          | * · * · *         |
| 22             | Verchain-Maugré > Quérénaing              | 130        | 1600          | * · * · *         |
| 21             | Quérénaing > Maing                        | 133        | 2500          | * · * · *         |
| 20             | Maing > Monchaux-sur-Écaillon             | 136,5      | 1600          | * · * · *         |
| 19             | Haveluy > Wallers                         | 149,5      | 2500          | * · * · * · *     |
| 18             | Foresta di Arenberg                       | 158        | 2400          | * · * · * · * · * |
| 17             | Wallers > Hélesmes (Pont Gibus)           | 164        | 1600          | * · * · *         |
| 16             | Hornaing > Wandignies-Hamage              | 170,5      | 3700          | * · * · * · *     |
| 15             | Warlaing > Brillon                        | 178        | 2400          | * · * · *         |
| 14             | Tilloy-lez-Marchiennes > Sars-et-Rosières | 181,5      | 2400          | * · * · * · *     |
| 13             | Beuvry-la-Forêt > Orchies                 | 188        | 1400          | * · * · *         |
| 12             | Orchies                                   | 193        | 1700          | * · * · *         |
| 11             | Auchy-lez-Orchies > Bersée                | 199        | 2600          | * · * · * · *     |
| 10             | Mons-en-Pévèle                            | 205        | 3000          | * · * · * · * · * |
| 9              | Mérignies > Avelin                        | 211        | 700           | * · *             |
| 8              | Pont-Thibaut > Ennevelin                  | 214,5      | 1400          | * · * · *         |
| 7              | Templeuve Le Moulin de Vertain            | 220,5      | 500           | * · *             |
| 6-1            | Cysoing > Bourghelles                     | 227        | 1300          | * · * · * · *     |
| 6-2            | Bourghelles > Wannehain                   | 229,5      | 1100          | * · * · *         |
| 5              | Camphin-en-Pévèle                         | 234        | 1800          | * · * · * · *     |
| 4              | Carrefour de l'Arbre                      | 236,5      | 2100          | * · * · * · * · * |
| 3              | Gruson                                    | 239        | 1100          | * · *             |
| 2              | Willems > Hem                             | 246        | 1400          | * · *             |
| 1              | Roubaix                                   | 253        | 300           | *                 |

## Squadre e corridori partecipanti
Il 21 febbraio la società organizzatrice della Parigi-Roubaix, l'ASO, ha comunicato l'elenco delle 25 squadre ciclistiche partecipanti: oltre alle 19 formazioni UCI World Tour sono state invitate 6 squadre con licenza UCI Professional Continental (Team Europcar, IAM Cycling, Sojasun, Cofidis, Solutions Crédits, Team NetApp-Endura e Bretagne-Séché Environnement).
| N.      | Cod. | Squadra                 |
| ------- | ---- | ----------------------- |
| 1-8     | OPQ  | Omega Pharma-Quickstep  |
| 11-18   | EUC  | Team Europcar           |
| 21-28   | RLT  | RadioShack-Leopard      |
| 31-38   | BMC  | BMC Racing Team         |
| 41-48   | SKY  | Sky Procycling          |
| 51-58   | BLA  | Blanco Pro Cycling Team |
| 61-68   | KAT  | Katusha Team            |
| 71-78   | GRS  | Garmin-Sharp            |
| 81-88   | FDJ  | FDJ                     |
| 91-98   | LTB  | Lotto-Belisol Team      |
| 101-108 | AST  | Astana Pro Team         |
| 111-118 | OGE  | Orica-GreenEDGE         |
| 121-128 | VCD  | Vacansoleil-DCM         |

| N.      | Cod. | Squadra                      |
| ------- | ---- | ---------------------------- |
| 131-138 | LAM  | Lampre-Merida                |
| 141-148 | TST  | Team Saxo-Tinkoff            |
| 151-158 | IAM  | IAM Cycling                  |
| 161-168 | ARG  | Team Argos-Shimano           |
| 171-178 | ALM  | AG2R La Mondiale             |
| 181-188 | SOJ  | Sojasun                      |
| 191-198 | CAN  | Cannondale Pro Cycling       |
| 201-208 | COF  | Cofidis, Solutions Crédits   |
| 211-218 | TNE  | Team NetApp-Endura           |
| 221-228 | MOV  | Movistar Team                |
| 231-238 | BSE  | Bretagne-Séché Environnement |
| 241-248 | EUS  | Euskaltel-Euskadi            |

## Ordine d'arrivo (Top 10)
| Pos. | Corridore           | Squadra       | Tempo    |
| ---- | ------------------- | ------------- | -------- |
| 1    | Fabian Cancellara   | RadioShack    | 5h45'33" |
| 2    | Sep Vanmarcke       | Blanco        | s.t.     |
| 3    | Niki Terpstra       | Omega Pharma  | a 31"    |
| 4    | Greg Van Avermaet   | BMC Racing    | s.t.     |
| 5    | Damien Gaudin       | Team Europcar | s.t.     |
| 6    | Zdeněk Štybar       | Omega Pharma  | a 39"    |
| 7    | Sebastian Langeveld | Orica-GreenE. | s.t.     |
| 8    | Juan Antonio Flecha | Vacansoleil   | s.t.     |
| 9    | Alexander Kristoff  | Katusha Team  | a 50"    |
| 10   | Sébastien Turgot    | Team Europcar | s.t.     |